# Chrétien de Troyes

Chrétien de Troyes (vjerojatno Troyes, oko 1135. – ?, oko 1183.) je bio francuski pjesnik, pisac i truver. Uvodi prvi u francusku književnost keltske legende o kralju Artusu (Arturu) i vitezovima s njegova dvora. Artus je sjajan vladar, čiji je dvor stjecište vitezova Okruglog stola. Iznoseći njihove pothvate, Chrétien de Troyes izlaže svoj aristokratski svjetonazor i koncepciju tzv. udvorne (kurtoazne) ljubavi, koju preuzima od provansalskih trubadura. Među njegovim pustolovnim romanima ističu se Érec i Énide, prvi francuski roman o životu na dvoru kralja Artusa; Lancelot, roman o vitezu (kavaliru) koji služi svojoj gospoji; Yvain, roman koji iznosi problem ljubavi u braku. Njegov nedovršeni Perceval ili Priča o Graalu (Perceval ou le Conte du Graal, 1180.), pun mistike i alegorija, pokušaj je da se keltske legende protumače u kršćanskome smislu. Chrétien de Troyes ide u red najznatnijih francuskih srednjovjekovnih pjesnika i tvorac je francuskoga romana.